# James Halliday (haltérophilie)
James Halliday, né le 19 janvier 1918 à Farnsworth et mort le 6 juin 2007, est un haltérophile britannique.

## Carrière
James Halliday participe aux Jeux olympiques d'été de 1948 et  remporte la médaille de bronze dans la catégorie des poids légers.